# Richard Martin (télévision)
Pour les articles homonymes, voir Richard Martin et Martin.
Richard Martin, né le 10 aout 1938 et mort le 25 octobre 2016,, a d'abord été comédien, puis réalisateur et producteur de télévision québécois, ainsi que directeur, pendant plusieurs années, de la section dramatique du réseau français de la télévision de Radio-Canada.

## Biographie
Richard Martin est au cours des années 1970 l'un des réalisateurs de variétés les plus actifs et rencontrent toutes les vedettes de la chanson. Il réalise l'émission de variétés Les Beaux Dimanches, un des fleurons de Radio-Canada, et réalise, en 1974 le film du même nom, adaptation au cinéma de la pièce éponyme de Marcel Dubé écrite en 1968.
À titre de réalisateur de variétés, il réalise notamment cinq éditions de la revue humoristique Bye Bye (1968, 1969, 1972, 1975 et 1977), les saisons 2 et 3 de la série télévisée Lance et compte, diffusées en 1988 et 1989, qui ont obtenu les meilleures cotes d'écoute pour cette série, ainsi qu'une série de téléfilms inspirés de ce populaire feuilleton télévisé en 1991. De plus, il travaille chez Avanti Ciné Vidéo entre 1994 et 1996 en tant que producteur.
Marié à la comédienne Élizabeth Chouvalidzé, le couple a un fils, Philippe-Louis Martin, également réalisateur de télévision.
Richard Martin est reçu membre de l'ordre du Canada en 1998.